# 金大恩
金 大恩（キム・デウン、김대은、Kim Dae-Eun、1984年9月17日 - ）は、大韓民国の男子体操選手である。全羅南道霊光郡出身。韓国男子体操の2枚看板のひとり（もう一方は梁泰栄）。

## 主な成績
- 2004年　アテネオリンピック団体総合 4位、個人総合 銀
- 2006年　ドーハアジア競技大会団体総合 銅、平行棒 銀、つり輪 5位
- 2007年　世界体操選手権シュトゥットガルト大会団体総合 5位、平行棒 金